# 登龙乡 (吉安县)
登龙乡，是中华人民共和国江西省吉安市吉安县下辖的一个乡镇级行政单位。

## 行政区划
登龙乡下辖以下地区：
龙冈村、田心村、泮塘村、郭家村、庙前村、塘边村、栋头村、巷口村、清江村、朗石村、高源村、泗塘村、牡塘村、黄陂村和青山村。